# Fransskivling
Fransskivling (Ripartites tricholoma) är en svampart som först beskrevs av Alb. & Schwein., och fick sitt nu gällande namn av Petter Adolf Karsten 1879. Fransskivling ingår i släktet Ripartites och familjen Tricholomataceae. Arten är reproducerande i Sverige. Inga underarter finns listade i Catalogue of Life.